# Плазмогамия
Плазмогами́я — слияние цитоплазмы гамет при оплодотворении. Обычно за стадией плазмогамии следует этап кариогамии — слияния ядер, но здесь есть исключения.
Так, у некоторых грибов происходит слияние протопластов двух гаплоидных клеток, а ядра при этом не сливаются. Таким образом, в клетке одновременно присутствуют два гаплоидных ядра — дикарион. Иногда под термином «плазмогамия» понимают именно слияние протопластов без слияния ядер.